# Clypeoniscus meinerti
Clypeoniscus meinerti är en kräftdjursart som beskrevs av Giard och Bonnier 1895. Clypeoniscus meinerti ingår i släktet Clypeoniscus och familjen Cabiropidae.
Artens utbredningsområde är havet utanför Grönland. Inga underarter finns listade i Catalogue of Life.